# Knot DNS
Knot DNS — авторитативний DNS-сервер, розроблений організацією CZ.NIC, використовується для обслуговування доменів першого рівня Чехії. Початковий код сервера поширюється під ліцензією GNU GPL.  Підтримується робота на більшості Unix-подібних систем.
Сервер відрізняється орієнтацією на високу продуктивність обробки запитів, для чого застосовується багатониткова, і здебільшого неблокуюча реалізація, добре масштабована на SMP-системах, в поєднанні із задіянням таких технологій, як Read-copy-update (RCU), Copy-on-write (COW) і Cuckoo-хешування.
Серед особливостей Knot DNS можна виділити підтримку додавання і вилучення зон на льоту, можливість повної або інкрементальної передачі зон між серверами, підтримка DDNS (динамічні оновлення), підтримка розширень EDNS0 і DNSSEC (включаючи NSEC3), можливість обмеження інтенсивності відповідей (RRL), підтримка NSID (RFC 5001).